# Manduul Khan
 (août 2016).
Si vous disposez d'ouvrages ou d'articles de référence ou si vous connaissez des sites web de qualité traitant du thème abordé ici, merci de compléter l'article en donnant les références utiles à sa vérifiabilité et en les liant à la section « Notes et références ».
Manduul Khan (aussi appeler Manduuluu, Manduyul ou Manduyulun; en mongole: Мандуул; en Chinois: 滿都魯), (1438–1479), est un khagan des Mongols de la Dynastie Yuan du Nord, régnant de 1463 à 1467. Il est le demi-frère cadet de Tayisun Khan.
Sous son règne, la dynastie régnante des Bordjiguines, descendant de Gengis Khan et de Khubilai, continue de s’entre-déchirer tandis que les Oïrats dominent réellement la Mongolie. Manduul meurt en 1467 en affrontant son neveu Bolkho Djinong, lui-même assassiné trois ans plus tard.

## Biographie
Après la mort de son neveu Molon Khan, le poste reste vacant pendant près d'une décennie alors que les clans mongols en guerre se battent pour la domination. Manduul Khan était marié à Yeke Qabar-tu, fille du seigneur de guerre Beg-Arslan, basé à Turfan, entre 1463 et 1465.[2] Les deux ne s'aimaient pas et leur mariage ne produisit aucun enfant. En 1464, il épousa également Mandukhai, qui n'avait alors que seize ans. Ce n'est qu'en 1475 que Manduul Khan fut finalement couronné nouveau khan. Manduul est le premier chef mongol connu pour avoir dirigé la myriarchie Chakhar.
Au cours de son court règne, Manduul Khan a réussi à renforcer le pouvoir du khan et à réduire le pouvoir des nobles, et a ouvert la voie à son fils adoptif et arrière-petit-neveu Dayan Khan (Batu Möngke) qui lui a succédé car Manduul Khan n'avait pas d'héritiers mâles directs. et la plupart des sources rapportent qu'il n'a eu aucun enfant.
Sa femme, la khatoun Mandukhaï, eut une forte influence sur la Mongolie sous son règne et après sa mort.